# Dark Side (Blind Channel)
Dark Side è un singolo del gruppo musicale finlandese Blind Channel, pubblicato il 21 gennaio 2021 come primo estratto dal quarto album in studio Lifestyles of the Sick & Dangerous.

## Promozione
Il brano ha partecipato alla decima edizione di Uuden Musiikin Kilpailu, che ha funto da selezione del rappresentante nazionale all'Eurovision Song Contest 2021 a Rotterdam. Il programma si è concluso con il trionfo del gruppo sia nel voto della giuria che nel televoto, regalando loro la possibilità di cantare per la Finlandia sul palco eurovisivo nel maggio successivo. Dopo essersi qualificati dalla seconda semifinale, i Blind Channel si sono esibiti nella finale eurovisiva, dove si sono piazzati al 6º posto su 26 partecipanti con 301 punti totalizzati, regalando alla Finlandia il suo miglior piazzamento dall'edizione del 2006.

## Video musicale
In concomitanza con la pubblicazione del singolo, il gruppo ha reso disponibile anche il relativo lyric video attraverso il canale YouTube dell'Uuden Musiikin Kilpailu.

## Tracce
Testi e musiche di Aleksi Kaunisvesi, Joonas Porko, Joel Hokka, Niko Moilanen e Olli Matela.
Download digitale
1. Dark Side – 2:57

CD promozionale (Finlandia)
1. Dark Side – 2:58
2. Love of Mine – 3:41

## Classifiche

### Classifiche settimanali
| Classifica (2021)          | Posizione massima |
| -------------------------- | ----------------- |
| Austria                    | 64                |
| Belgio (Fiandre)           | 51                |
| Finlandia                  | 1                 |
| Germania                   | 51                |
| Grecia                     | 17                |
| Irlanda                    | 62                |
| Islanda                    | 10                |
| Lituania                   | 5                 |
| Norvegia                   | 27                |
| Paesi Bassi                | 22                |
| Regno Unito                | 66                |
| Regno Unito (rock & metal) | 3                 |
| Svezia                     | 28                |
| Svizzera                   | 39                |

### Classifiche di fine anno
| Classifica (2021) | Posizione |
| ----------------- | --------- |
| Finlandia         | 1         |
| Islanda           | 70        |